# Éislek
L'Éislek, également connu sous son nom allemand Ösling ou Oesling,  est une région couvrant le nord du Grand-Duché de Luxembourg, faisant partie de la région naturelle appelée Ardenne. L'Éislek couvre 32 % du territoire, qu'il se partage avec le Gutland (68 %). La région est caractérisée par un paysage de collines et de grandes forêts de feuillus. Presque toutes les hautes collines luxembourgeoises sont situées dans l'Éislek, en particulier dans le nord et le nord-ouest, près des frontières belge et allemande. Ses principales chaînes de collines sont taillées par des vallées pittoresques, dont les plus remarquables sont celles de la Blees, de la Clerve, de l'Our, de la Sûre et de la Wiltz.
L'Éislek compte une faible densité de population, avec quelques villes : Clervaux, Vianden et Wiltz.
Ce massif dévonien, aussi appelé Ardenne luxembourgeoise, constitue un prolongement vers le sud de l'Ardenne belge et à l'est un prolongement de l'Eifel.
Au sud, l'Éislek rejoint le Bon Pays ou Gutland sur une ligne allant de Perlé à l'ouest vers Vianden à l'est.
Il s'agit d'un haut plateau fort morcelé par des vallons à versants relativement abruptes.
L'altitude moyenne est de 450 mètres, le point culminant se situant au lieu-dit Kneiff situé sur le territoire de Wilwerdange près de Huldange, à une altitude de 560,13 mètres.
Les roches sont constituées principalement de schistes, qui ont été exploités dans quelques ardoisières dans la région de Martelange. Des filons de quartz et de quartzite ont été exploités dans des carrières fournissant surtout de la roche concassée.
Vu le relief fort modelé de cette région aux sols relativement pauvres, l'agriculture donnait des résultats médiocres, situation qui s'est améliorée après l'industrialisation du sud du pays. En effet, les aciéries livraient en abondance un produit secondaire pouvant être utilisé pour la fertilisation des champs et prés : les scories Thomas, riches en phosphates, provenant des convertisseurs Thomas.
Sur les pentes on trouve, depuis l'abandon des taillis de chêne, localement appelés Louhhecken (dont l'écorce était abondamment utilisée par les tanneries installées dans le nord), surtout des boisements de conifères, l'épicéa commun (Picea abies) y étant prépondérant. Ainsi, un boisement artificiel en remplace un autre, la forêt naturelle étant la hêtraie.

## Étymologie
D'après l'historien luxembourgeois Nik Welter, le nom Oesling (Éislek/Ösling) viendrait du terme celtique Osninga, qui voudrait dire « Chaîne de montagne ».